# José Sastre Perciba
José Sastre Perciba (Barcellona, 13 ottobre 1908 – 2 giugno 1962) è stato un calciatore spagnolo, di ruolo centrocampista.

## Carriera

### Club
Giocò dapprima nel campionato spagnolo e si trasferì in seguito in quello francese.

### Nazionale
Con la maglia della Nazionale ha giocato la sua unica partita nel 1930.

## Statistiche

### Cronologia presenze e reti in nazionale
| Cronologia completa delle presenze e delle reti in nazionale ― Spagna | Cronologia completa delle presenze e delle reti in nazionale ― Spagna | Cronologia completa delle presenze e delle reti in nazionale ― Spagna | Cronologia completa delle presenze e delle reti in nazionale ― Spagna | Cronologia completa delle presenze e delle reti in nazionale ― Spagna | Cronologia completa delle presenze e delle reti in nazionale ― Spagna | Cronologia completa delle presenze e delle reti in nazionale ― Spagna | Cronologia completa delle presenze e delle reti in nazionale ― Spagna |
| Data                                                                  | Città                                                                 | In casa                                                               | Risultato                                                             | Ospiti                                                                | Competizione                                                          | Reti                                                                  | Note                                                                  |
| --------------------------------------------------------------------- | --------------------------------------------------------------------- | --------------------------------------------------------------------- | --------------------------------------------------------------------- | --------------------------------------------------------------------- | --------------------------------------------------------------------- | --------------------------------------------------------------------- | --------------------------------------------------------------------- |
| 01-01-1930                                                            | Barcellona                                                            | Spagna                                                                | 1 – 0                                                                 | Cecoslovacchia                                                        | Amichevole                                                            | 1                                                                     |                                                                       |
| Totale                                                                |                                                                       | Presenze                                                              | 1                                                                     |                                                                       | Reti                                                                  | 1                                                                     |                                                                       |

## Palmarès

### Club

#### Competizioni nazionali
- Campionato spagnolo: 1

Barcellona: 1928-1929